# Тотко Найденов
Тотко Найденов е български медик и писател.

## Биография
Роден е на 23 март 1948 г. в Ямбол. Завършил е хуманна медицина в Пловдивския медицински институт през 1972 г. и журналистика в Софийския университет през 1981 година.
Работил е като лекар в Кардиологично отделение и Бърза помощ в Ямбол, както и селски лекар на с. Ръжена, Казанлъшко. Бил е редактор във в. „Здравен фронт“ и в. „Земеделско знаме“.
Един от възстановителите на Българския лекарски съюз; два пъти член на УС на Централата му и на Столичната лекарска колегия. Специалист по социална медицина.
Създател на Деня на българския лекар, Празника на фармацевтите, Чилови дни, Деня на Спасението, който е официализиран от Министерския съвет. Член на Съюза на българските писатели. Автор на над 45 документално-публицистични книги предимно на медицинска и лекарска тематика, между които „Аз, лекарят“, „И волята е лекарство“, „Майки сред вълци“, „Джобен гид за любовта и секса“, „Защо и как се самоубива българинът“, „Съдебните лекари разказват“, „Здравна азбука“, „Децата, без които не можем“, „Кратка история на медицината и лекарска етика“, „Болестите и сексът на държавниците“, „222 любовни лекарски истории“, „111 нови любовни лекарски истории“, „Небесното избухване – здравна и любовна култура за млади и стари“, „Книга за българските хирурзи“, „Съдба, наречена хирургия“, „Нежната жена“, „Силният мъж“, „Сняг в косите“, „Моя поклон приеми“, „Светейки на другите – изгарям“ и други.
Създател и председател на Клуб „Родопско здраве“ и на званията „Свещено място на българската медицина“, с което е удостоено с. Славейно, „Център на българското здраве“ – с. Могилица, Център на здравно-духовния туризъм – с. Момчиловци, „Град на фармацията“ – Дупница.
Носител на Почетен знак – златен на МЗ, на БЛС и на „Мати Болгария“.

## Политическа дейност
На парламентарните избори през 2022 г. е кандидат за народен представител от коалиция „Справедлива България“, водач на листата в 31 МИР Ямбол.